# ヌルデ
ヌルデ（白膠木・塩膚木、学名: Rhus javanica または Rhus javanica var. chinensis）は、ウルシ科ヌルデ属の落葉小高木。山野の林縁などに生える。ウルシほどではないが、まれにかぶれる人もいる。別名フシノキ、カチノキ（カツノキ）。葉にできた虫えいを五倍子（ごばいし／ふし）という。お歯黒の材料にしたり、材は細工物や護摩を焚くのに使われる。

## 名称
和名「ヌルデ」の由来については、諸説ある。
- 枝を折ると粘液が出るところから[10]。
- かつて幹を傷つけて白い樹液を採り、漆のように器物の塗料として使ったことから「塗る手」となり転訛した[7][11]。
- ウルシ科の植物であり、樹液（粘液）が塗料（ヌテ）に使われたことから[10]。

別名「フシノキ」は、後述する生薬の付子がとれる木の意である。「カチノキ」（勝の木）は、聖徳太子が蘇我馬子と物部守屋の戦いに際し、ヌルデの木で仏像を作り、馬子の戦勝を祈願したとの伝承から。またの別名に「シオノキ」や「天塩木」があり、果実に白い塩のような物質で覆われることから名付けられたものである。
中国名は、「鹽麩木」「五倍子樹」。虫こぶの「五倍子」は中国での呼び名で、「五倍樹」や「五去風」という名は五倍子を採る樹という意味で名付けられたものである。英名は、中国から日本、台湾まで分布が見られるものにもかかわらず、japanese sumac（ジャパニーズ・スマック）ともいう。

## 形態・生態
雌雄異株。落葉広葉樹の低木から小高木で、樹高は3 - 8メートル (m) ほどであるが、10 m以上の大木になることもある。一年枝は赤褐色で無毛か毛が残り、割れ目形の楕円の皮目が多くできる。若木の樹皮は緑褐色で皮目があり、次第に緑色が抜けて、成木は灰褐色になる。樹液は皮膚につくとかぶれやすい。
葉は互生し、7 - 13枚（3 - 6対）の小葉からなる奇数羽状複葉で、葉軸に翼があるのが大きな特徴である。小葉は5 - 12センチメートル (cm) の長楕円形で。同じウルシ科のハゼノキやヤマウルシと葉の形は似ているが、葉縁の鋸歯が目立ち、毛が多くザラザラしており、葉軸に翼があるのが特徴である。ヌルデの葉にはヌルデシロアブラムシ（ヌルデノミミフシアブラムシ、学名: Schlechtendalia chinensis）が寄生し、袋のような虫こぶ（虫癭）を作ることがある。葉は秋に紅葉し、野山を彩る。紅葉はハゼノキやヤマウルシほど赤色は濃くならないが、赤・橙・黄・茶色などが混在することもある。生育条件がよい個体や若木では鮮やかな赤色に紅葉するが、葉の表面に粒状の虫こぶや病気が発生して痛んでいることが多く、やや汚れた橙色に紅葉している個体が多く見られる。新芽も赤く染まる。ウルシの仲間のヌルデのウルシ成分（ウルシオール）は少なく、かぶれる虞はほとんどなく、中には葉でかぶれる人もいるが劇症にはならない。
花期は晩夏から初秋（8 - 9月）。枝先に円錐花序を出して、黄白色から白色の小さな花を多数咲かせる。花は数ミリメートル (mm) 程度で、5つの花弁がある。雌花には3つに枝分かれした雌しべがある。雄花には5本の雄しべがあり、花弁は反り返っている。花序は枝の先端から上に出るが、何となく垂れ下がることが多い。果実ができるとさらに垂れ下がる。
果期は秋（10 - 11月）で。直径4 mmほどの扁平な球形をした果実を、かたまって多数つける。果実は熟すと赤色に色づく。果実の表面にあらわれる白い粉のようなものはリンゴ酸カルシウムの結晶であり、熟した果実を口に含むと酸味が感じられる。雌株の枝先にできた果序が冬でも残る。雄株は、枯れた雄花序の軸が冬でも残ることもある。
冬芽は半球形で黄褐色の毛が密生し、枝に埋もれるようにつく。枝先の仮頂芽と枝の上部の側芽はほぼ同じ大きさで、側芽は枝に互生する。葉痕はU字形やV字形で、維管束痕が多数並ぶ。

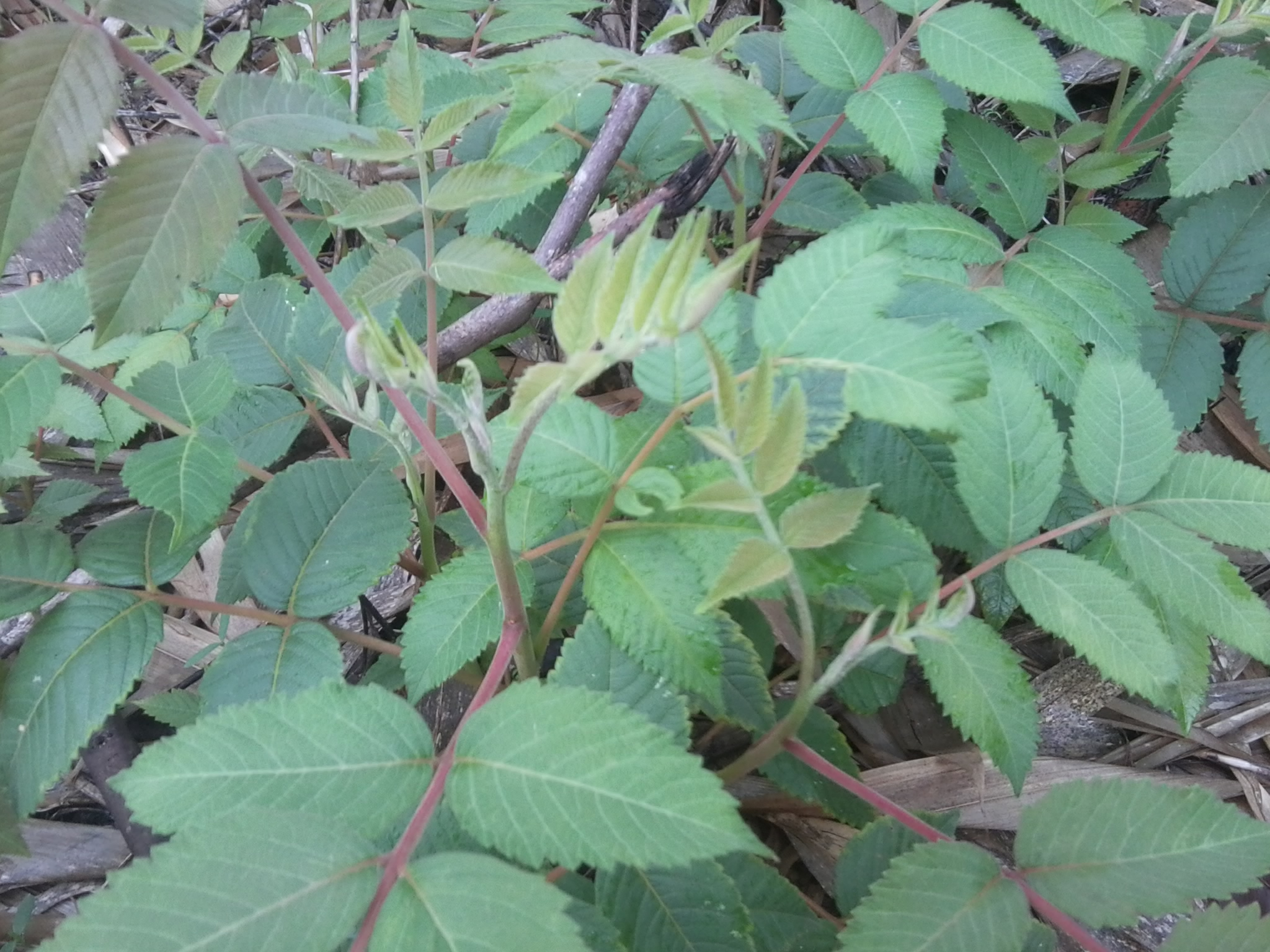
新芽
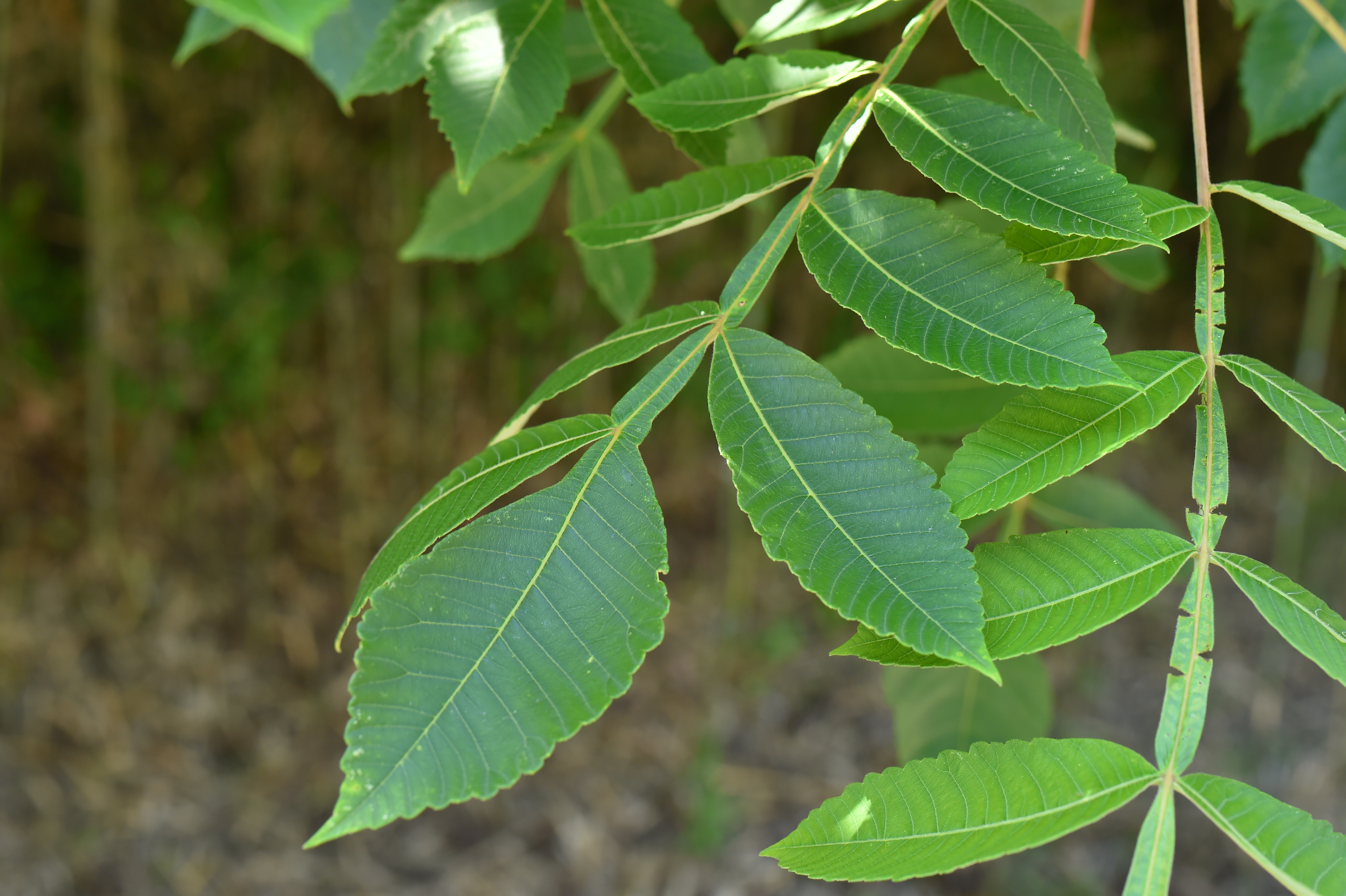
奇数羽状複葉で葉軸に翼があるのが特徴
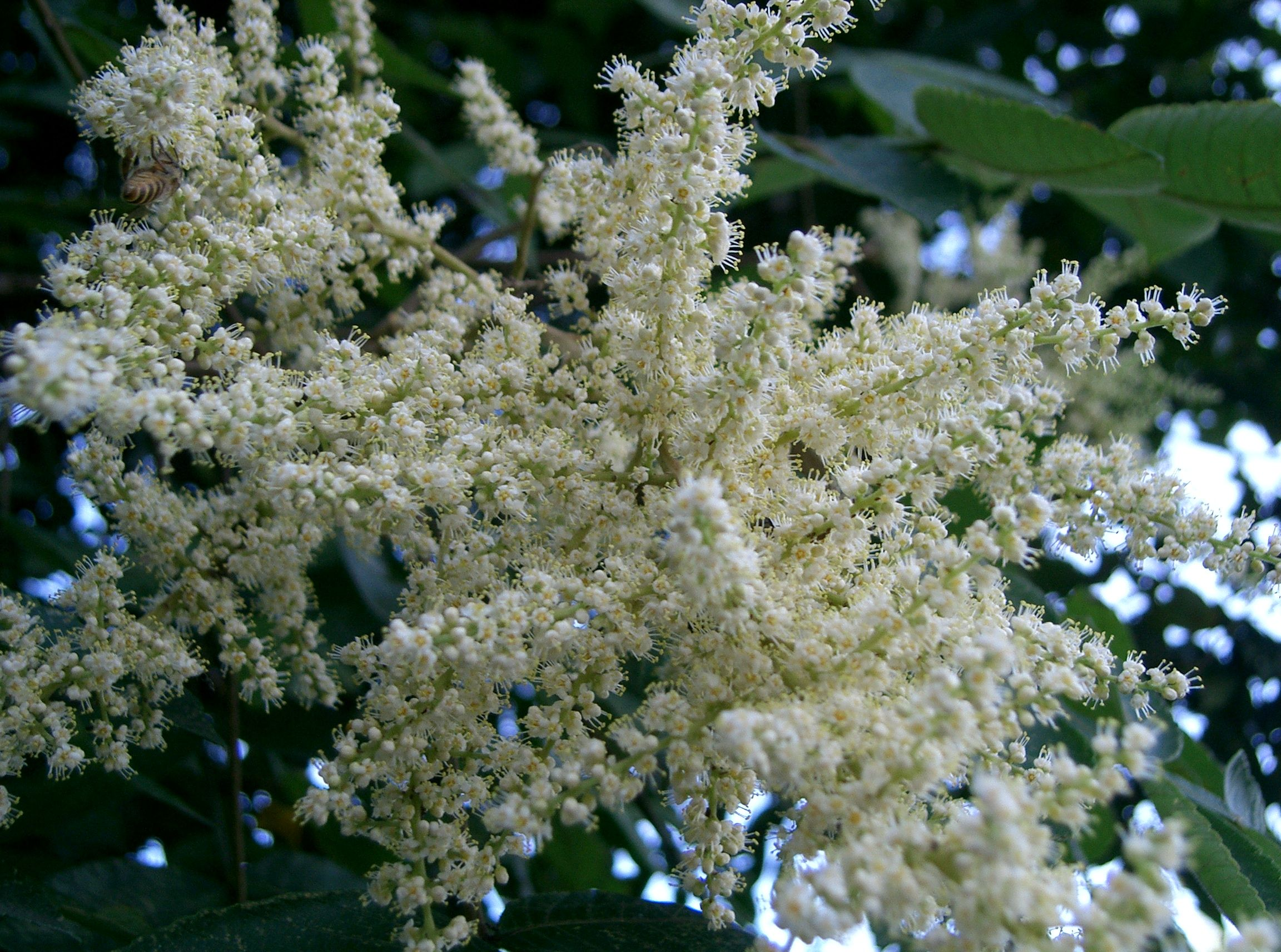
雄花
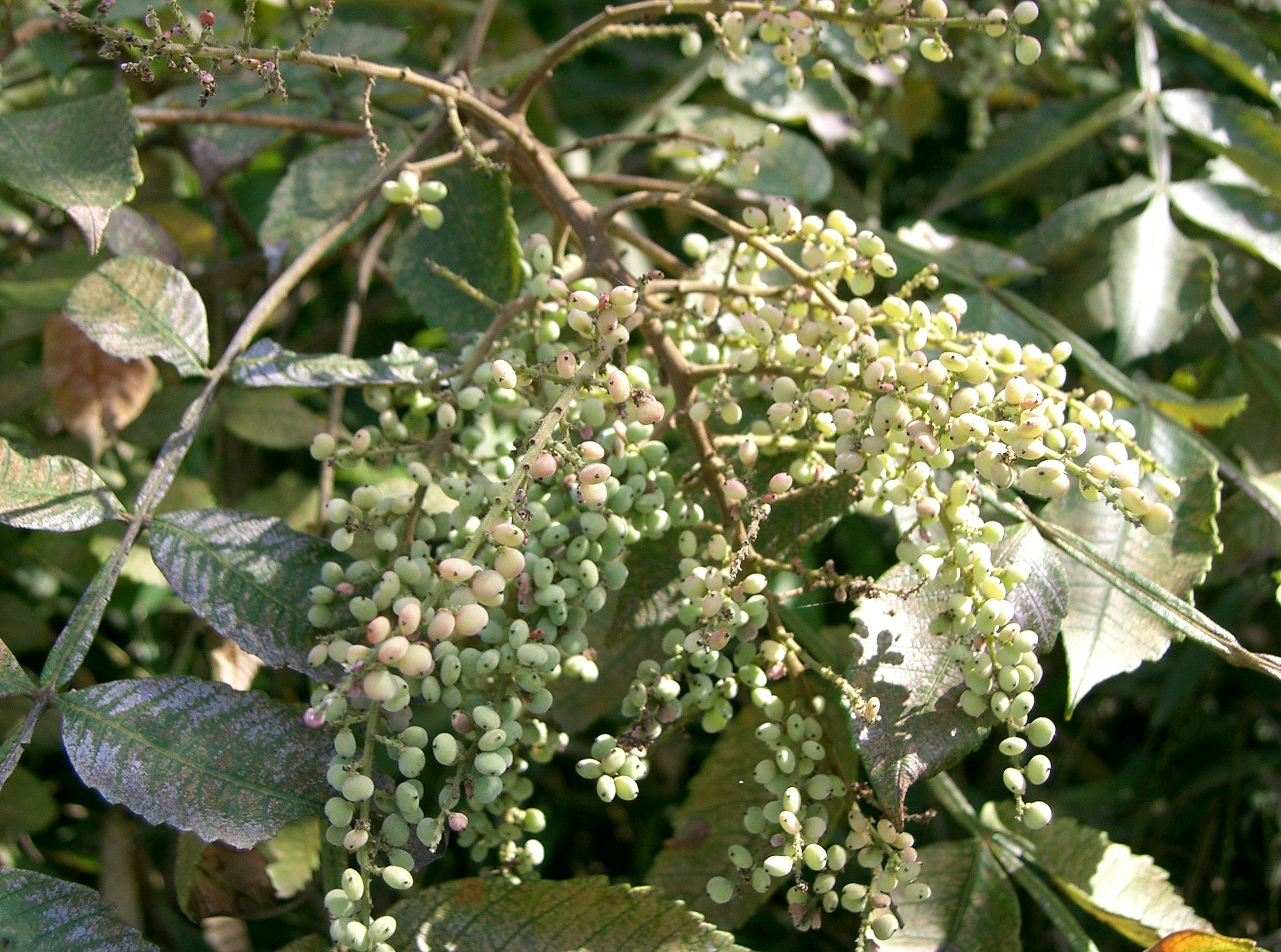
果実
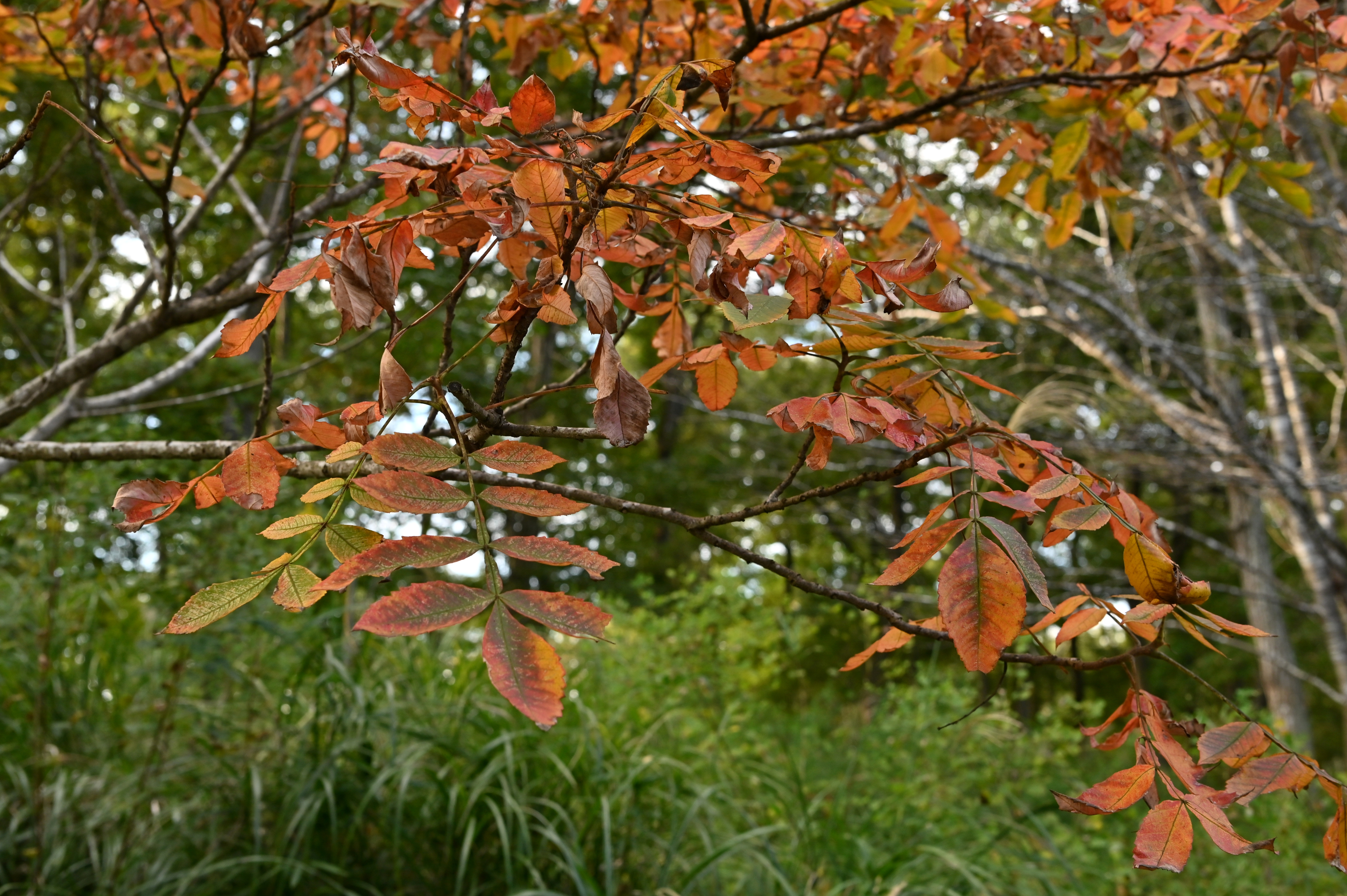
紅葉したヌルデ

## 分布と生育環境
日本、朝鮮半島、中国、ヒマラヤ、台湾などの東南アジア各地に自生する。日本では北海道・本州・四国・九州から琉球列島まで、ほぼ全域で見られる。低地や山地に分布し、日当たりのよい山野、林縁、ヤブ、道路沿いの斜面、河原などにふつうに生える。植えられることは稀である。
典型的な陽樹で、明るい場所を好み、山火事の跡、川原、新しい崖崩れ、崖錐などにしばしば真っ先に現れる、いわゆる先駆植物（パイオニア植物）のひとつに数えられる。日本南部ではクサギ、アカメガシワなどとともに、低木として道路脇の空き地などに真っ先に出現するものである。伐採など森林が攪乱を受けた場合にも出現する。種子は土中で長期間休眠することが知られている。伐採などにより自身の成育に適した環境になると芽を出すという適応であり、パイオニア植物にはよく見られる性質である。

## 人間との関わり
古来から日本の村里の人々の生活と深く関わり合いがある。葉にヌルデシロアブラムシ（ヌルデノミミフシアブラムシ）が寄生すると大きな虫癭（ちゅうえい）ができ、中には黒紫色のアブラムシが多数詰まっている。この虫癭は五倍子（ごばいし）、または付子（ふし）といってタンニンが豊富に含まれており、これが腫れ物・歯痛の薬、皮なめしに用いられたり、黒色染料の原料になる。染め物では空五倍子色とよばれる伝統的な色をつくりだす。またインキや白髪染の原料になるほか、かつては既婚女性および18歳以上の未婚女性の習慣であったお歯黒にも用いられた。
ヌルデの果実は塩麩子（えんぶし）といい、下痢や咳の薬として用いられた。この実はイカルなどの鳥が好んで食べる。
木材は色が白く材質が柔らかいことから、木彫の材料、木札、木箱などの細工物に利用される。地方により、ヌルデ材は呪力を持った木として尊ばれ、病気や災い除けの護符の材として多く使われる。
日本ではふつう食用に用いないが、朝鮮では、春に出た若い葉を摘んで食用にするという。果実は表面に酸味のある白い粉がついていて、秋遅くになると酸味が増し、信州（長野県）では昔これを煮て塩の代用にしたと言うが、塩分は含まれていない。

### 五倍子
ヌルデの葉からは五倍子（ごばいし）あるいは付子（ふし）を得ることができた。五倍子はヌルデの稚芽や葉柄がヌルデシロアブラムシにより刺激され、こぶ状に肥大化した虫癭（虫こぶ）である。中華人民共和国での生産量が最大で、インドでも採取される。日本では瀬戸内海沿岸が多く、工業用のタンニン酸製造の原料として、1938年頃には山口県、三重県、兵庫県などを中心に200tの五倍子が生産されていた。戦後は、中華人民共和国からの輸入品が急増して生産は激減している。主成分はペンタ-m-ジガロイル-β-グルコースという物質である。大きさはさまざまであるが、多くは長さ6 - 8センチメートルほどで、不揃いに分枝した黄色を帯びた灰色の袋状の形をしている。中にはアブラムシの死骸が残っていることもあり、これを取り除いて製品にする。
虫こぶは黒い染料に使われていて、白髪染めやお歯黒、腫れ物、歯痛などに用いられた。
岡山県備前市の香登（かがと）地区は高級お歯黒の生産地であった。香登のお歯黒は五倍子とローハ（緑ばん；硫酸鉄）と貝灰を混合して作られたものである。岡山県成羽町吹屋地区は日本最初のローハ生産地であり、これと関連した産業であったと推測されている。
江戸時代の家庭の医学書である『救民医学書』には「五倍子が疱瘡の薬」と記されており、疱瘡（天然痘）の治療に用いられた。
ただし、猛毒のあるトリカブトの根「附子」も「付子」と書かれることがあるので、混同しないよう注意を要する。

### 文学
ヌルデは『万葉集』に詠まれた歌がある。
- 足柄の 吾を可鶏山の かづの木の 吾をかつさねも かづさかずとも（詠人知らず）（『万葉集』巻一四）

花言葉は、「肉親の絆」「意外な思い」である。

## ヌルデ属
ヌルデ属（ヌルデぞく、学名: Rhus）は、ウルシ科の属の一つ。
- ウラジロハゼ Rhus hypoleuca
- ルスグラブラ Rhus glabra
- ヌルデ Rhus javanica
  - タイワンフシノキ Rhus javanica var. javanica
- ナンヨウハゼノキ Rhus taitensis

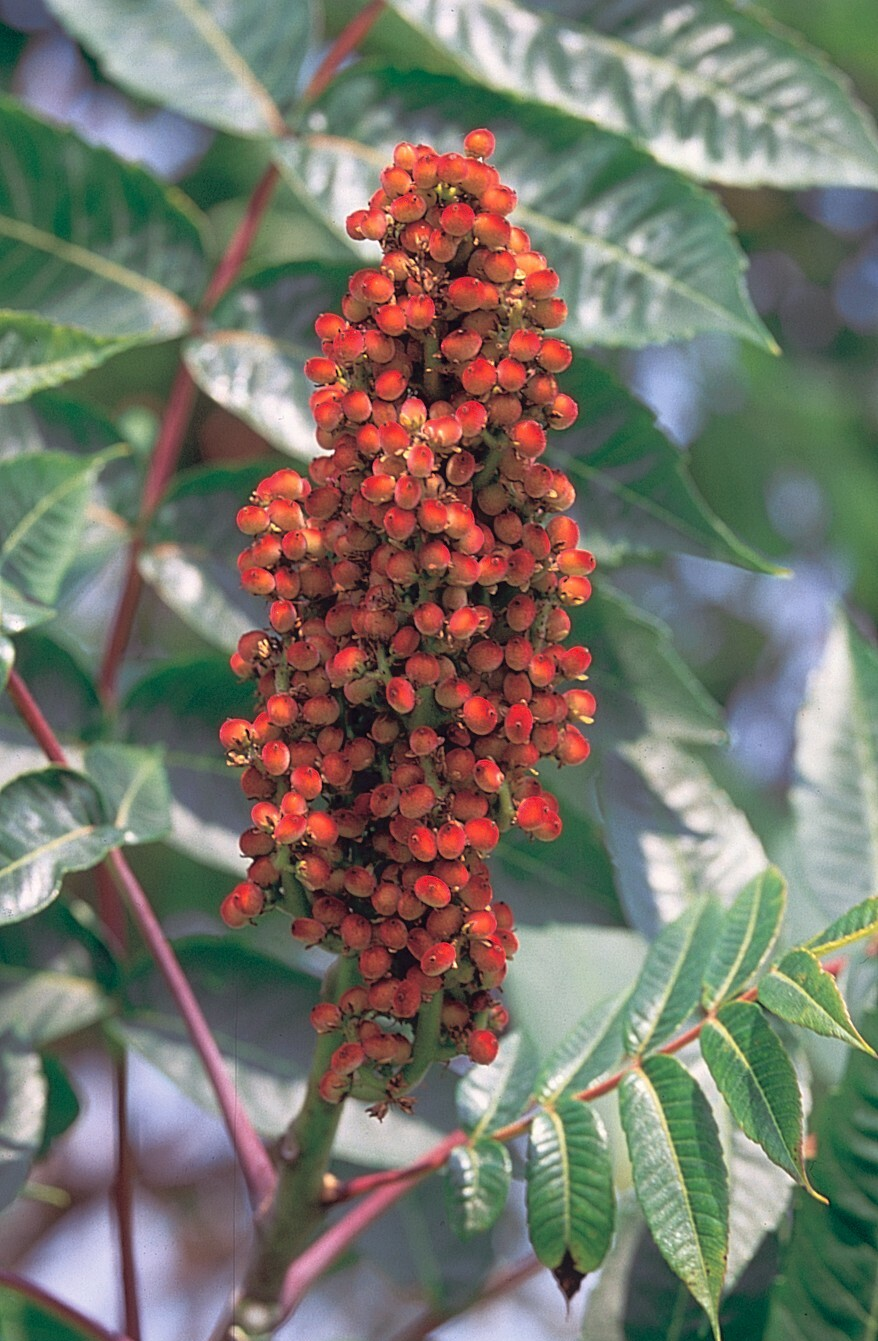
ルスグラブラ
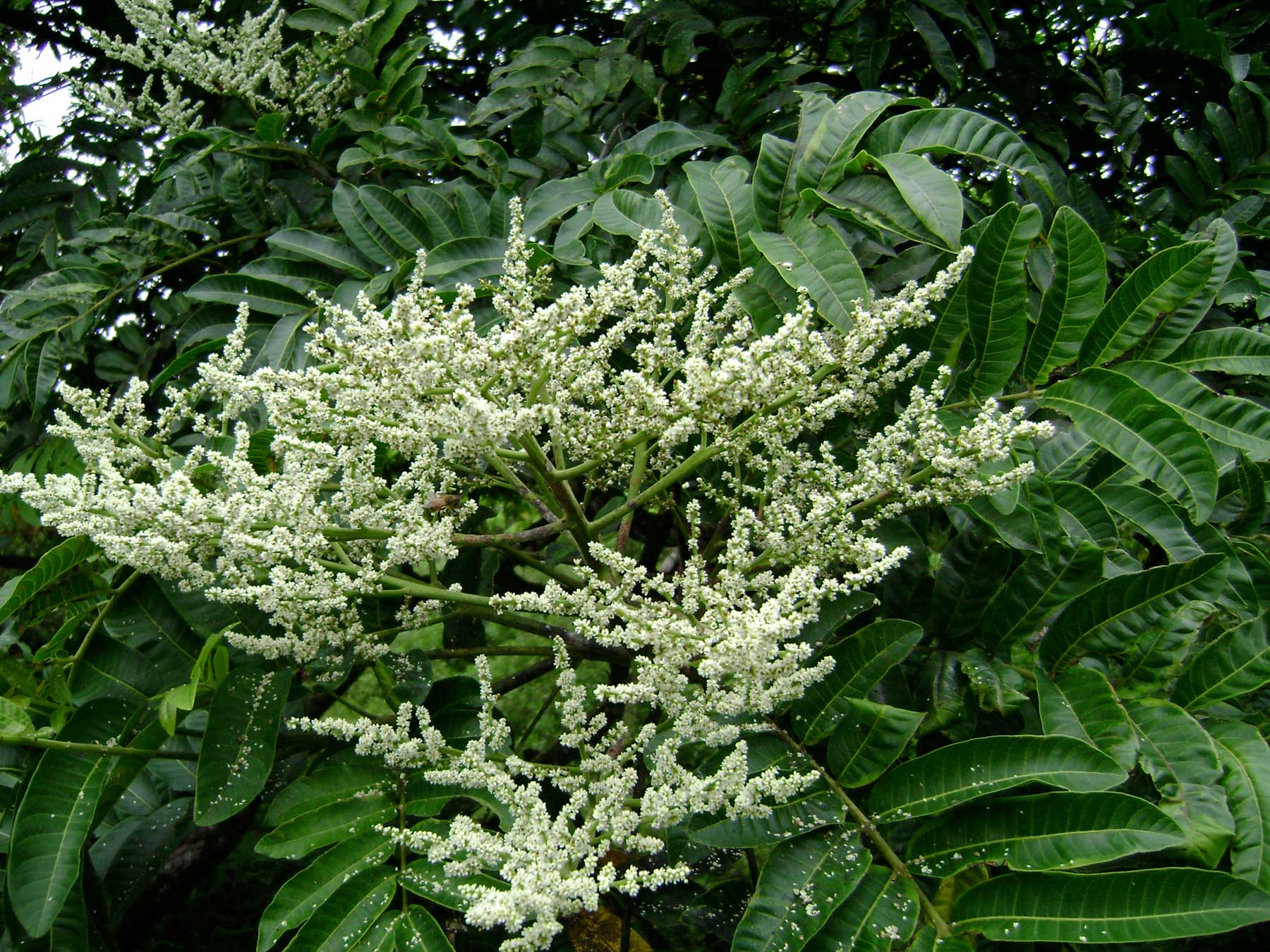
ナンヨウハゼノキ（英語版）